# Bogd, Bayankhongor
Bogd (tiếng Mông Cổ: Богд) là một sum của tỉnh Bayankhongor ở miền nam Mông Cổ. Vào năm 2006, dân số của sum là 2.900 người.

## Địa lý
Sum có diện tích khoảng 3.983 km2. Trung tâm sum, Khorzult, nằm cách tỉnh lỵ Bayankhongor 129 km và thủ đô Ulaanbaatar 651 km.

### Khí hậu
Bogd có khí hậu bán khô hạn. Nhiệt độ trung bình hàng năm ở khu vực này là 8 °C. Tháng ấm nhất là tháng 7, khi nhiệt độ trung bình là 29 °C và lạnh nhất là tháng 1, với -20 °C. Lượng mưa trung bình hàng năm là 181 mm. Tháng ẩm ướt nhất là tháng 6, với lượng mưa trung bình là 41 mm, và khô nhất là tháng 1, với 2 mm.

## Kinh tế
Sum có một trường học, bệnh viện, trung tâm thương mại và nhà văn hóa.